# Charles Tombeur
El teniente general Charles Tombeur, 1º Barón de Tabora (4 de mayo de 1867-2 de diciembre de 1947), fue un oficial militar y servidor civil colonial belga. Mantuvo varios puestos administrativos importantes en el Congo Belga, pero es particularmente conocido por su papel como comandante del ejército colonial belga, la Force Publique, durante los primeros años de la I Guerra Mundial. Su carrera militar culminó en la captura de Tabora en el África Oriental Alemana en septiembre de 1916.

## Biografía
Tombeur nació en Lieja, Bélgica en 1867 y se alistó en el Ejército belga a la edad de 16 años. Más tarde fue admitido en la Academia Real Militar belga en Bruselas, graduándose en 1898. En 1902, se alistó en el servicio del Estado Libre del Congo, un estado cuasi-independiente controlado por el monarca belga Leopoldo II, como oficial júnior en la Force Publique. Permaneció en el puesto tras la anexión belga del Estado Libre como Congo Belga hasta 1909. Retornó a Bélgica, y sirvió brevemente como aide-de-camp del rey Alberto I entre 1909 y 1912. En 1912, Tombeur retornó al Congo como inspector general civil (inspecteur d'état) donde se convirtió en administrador sénior de la provincia de Katanga y presidió durante los primeros años la ciudad de Élisabethville (actual Lubumbashi).
Tras el estallido de la I Guerra Mundial y de la invasión alemana de Bélgica, Tombeur se convirtió en el comandante de las fuerzas coloniales belgas en la frontera con el África Oriental Alemana. Presidió la reorganización de la Force Publique y, en abril de 1916, lideró a las fuerzas belgas en Ruanda como parte de la campaña de África Oriental liderada por los británicos. Para junio de 1916, toda Ruanda había caído y Burundi fue ocupada poco después. Tombeur fue hecho gobernador militar de los Territorios Ocupados belgas de África Oriental consistiendo en el futuro mandato belga de Ruanda-Urundi. La fuerza expedicionaria pronto se dirigió al bastión militar alemán de Tabora en la actual Tanzania. Después de una larga batalla, Tombeur entró en la ciudad el 20 de septiembre de 1916. Tombeur fue rellamado a Europa a finales de 1916 y fue reemplazado como comandante de África Oriental por Armand Huyghé. A principios de 1917, fue promovido al rango de Vicegobernador-General, el segundo puesto administrativo más alto en el Congo. Sirvió como gobernador de Katanga entre 1918 y 1920.
Tombeur se retiró del servicio colonial en julio de 1920 pero permaneció activo dentro de asociaciones coloniales en Bélgica. En 1926, Alberto I le concedió el título de Barón de Tabora. Murió en 1947.